# آيت اهدى (سيدي يعقوب)
آيت اهدى هي إحدى مشيخات المملكة المغربية، تتبع جغرافيا لإقليم أزيلال وإداريًا لسيدي يعقوب. يقدر عدد سكانها بـ 2851 نسمة حسب الإحصاء الرسمي للسكان والسكنى لسنة 2004.